# Partula emersoni
Partula emersoni је пуж из реда Stylommatophora и фамилије Partulidae. 

## Угроженост
Ова врста је крајње угрожена и у великој опасности од изумирања.

## Распрострањење
Микронезија је једино познато природно станиште врсте.

## Станиште
Врста Partula emersoni има станиште на копну.